# Sani Abacha
Sani Abacha (Kano, 20 settembre 1943 – Abuja, 8 giugno 1998) è stato un generale e politico nigeriano.

## Biografia
È stato generale della Nigerian Army e Presidente della Nigeria dal novembre 1993 al giugno 1998. Nel 1993 ha guidato il colpo di Stato che lo ha portato al potere e ha dato avvio ad un regime drammatico, in cui la popolazione è stata ridotta alla fame a causa della cattiva gestione delle risorse: il dittatore fece crollare il sistema di distribuzione del carburante e non diede alcuno sviluppo alle telecomunicazioni e al lavoro.
Il suo mandato fu caratterizzato da diverse violazioni dei diritti umani, da una corruzione endemica e dall'incremento di rapine e prostituzione. Abacha si occupò solo dell'esportazione del petrolio. Morì in circostanze misteriose nel 1998 e nei giorni successivi alla sua morte il popolo nigeriano scese in piazza per festeggiare e accolse la notizia come una benedizione.